# Eleven testek (film)
Az Eleven testek (eredeti cím: Warm Bodies) 2013-ban bemutatott amerikai paranormális romantikus zombis filmvígjáték, amelyet Jonathan Levine írt és rendezett, valamint Isaac Marion 2010-es, azonos című regénye alapján készült, amelyet Shakespeare Rómeó és Júlia című műve ihletett. A főszerepben Nicholas Hoult, Teresa Palmer, Lio Tipton és John Malkovich látható.
A film arról nevezetes, hogy emberi tulajdonságokat jelenít meg a zombi karakterekben, és hogy egy zombi szemszögéből meséli el a történetet.
A film 2013. február 1-én jelent meg, Magyarországon április 11-én mutatták be a ProVideo forgalmazásában.

## Rövid történet
Miután egy rendkívül szokatlan zombi megment egy még élő lányt egy támadástól, kettejük között kapcsolat alakul ki, ami olyan eseményeket indít el, amelyek az egész élettelen világot átalakíthatják.

## Szereplők
| Szerep          | Színész        | Magyar hang   |
| --------------- | -------------- | ------------- |
| "R"             | Nicholas Hoult | Dévai Balázs  |
| Julie           | Teresa Palmer  | Mezei Kitty   |
| "M"             | Rob Corddry    | Sótonyi Gábor |
| Perry           | Dave Franco    | Előd Álmos    |
| Nora            | Lio Tipton     | Czető Zsanett |
| Kevin           | Cory Hardrict  | Renácz Zoltán |
| Grigio tábornok | John Malkovich | Kulka János   |

## Megjelenés
Az Eleven testek 2013. január 31-én került a mozikba a Fülöp-szigeteken, Görögországban és Oroszországban. Az Egyesült Államokban 2013. február 1-jén, az Egyesült Királyságban pedig 2013. február 8-án jelent meg. A nyitóhétvégén 20,3 millió dollárt gyűjtött. Az Egyesült Államokban 66,4 millió dolláros bevételt hozott, világszerte pedig további 50,6 millió dollárt.

### Médiakiadás
A film hivatalosan 2013. június 4-én jelent meg Észak-Amerikában DVD-n és Blu-rayen.

### Jelölések
| Díj                | Kategória                              | Részes         | Eredmény |
| ------------------ | -------------------------------------- | -------------- | -------- |
| Teen Choice Awards | Choice Movie: filmvígjáték             | Eleven testek  | Jelölve  |
| Teen Choice Awards | Choice Movie: romantikus film          | Eleven testek  | Jelölve  |
| Teen Choice Awards | Choice Movie színész: filmvígjáték     | Nicholas Hoult | Jelölve  |
| Teen Choice Awards | Choice Movie színész: romantikus film  | Nicholas Hoult | Jelölve  |
| Teen Choice Awards | Choice Movie áttörés                   | Nicholas Hoult | Elnyerte |
| Szaturnusz-díj     | Szaturnusz-díj a legjobb horrorfilmnek | Eleven testek  | Jelölve  |